# جان دومون (كاتب)
جان دومون (بالفرنسية: Jean Dumont)‏ هو مؤرخ وصحفي وكاتب فرنسي، ولد في 13 يناير 1667 في روان في فرنسا، وتوفي في 13 مايو 1727 في فيينا في النمسا.